# I Wanna Rock
"I Wanna Rock" é uma das músicas mais famosas da banda Twisted Sister. Foi lançada com o álbum Stay Hungry em 1984 e foi remasterizada no ano de 2004, em comemoração aos 20 anos do álbum.
A música já foi usada em jogos de Video game: "Grand Theft Auto: Vice City", no "Guitar Hero encore Rock 80's" no "Burnout Paradise" e foi parodiada em "Bob Esponja - O Filme."[carece de fontes?]

## Desempenho nas paradas musicais
| Parada musical (1984/1985)         | Melhor posição |
| ---------------------------------- | -------------- |
| Canadá (RPM Top 100 Singles)       | 44             |
| Estados Unidos (Billboard Hot 100) | 68             |
| Estados Unidos (Mainstream Rock)   | 35             |
| Noruega (VG-lista)                 | 5              |
| Nova Zelândia (RIANZ)              | 10             |
| Reino Unido (UK Singles Chart)     | 93             |